# سیارک ۱۶۲۶۵
سیارک ۱۶۲۶۵ (به انگلیسی: 16265 Lemay، نامگذاری:2000JL43) شانزده هزار و دویست و شصت و پنجمین سیارک کشف شده‌است که در ۷ مه ۲۰۰۰ کشف شد.
قدر مطلق سیارک برابر ۱۴٫۲ است.